# کارمل (کارولینای جنوبی)
کارمل(به انگلیسی: Mount Carmel) شهری در ایالت کارولینای جنوبی کشور ایالات متحده آمریکا است که جمعیت آن در سرشماری سال ۲۰۱۰ میلادی، ۲۱۶ نفر بوده‌است.